# Takeo Kawamura
Takeo Kawamura, född den 30 april 1972, är en japansk idrottare som tog silver i baseboll vid olympiska sommarspelen 1996 i Atlanta.